# Teretrius grouvellei
Teretrius grouvellei är en skalbaggsart som först beskrevs av Lewis 1891.  Teretrius grouvellei ingår i släktet Teretrius och familjen stumpbaggar. Inga underarter finns listade i Catalogue of Life.